# 乔治·伯利
乔治·伯利（英語：George Burleigh，1914年—1984年），加拿大男子游泳运动员。他曾代表加拿大参加1930年、1934年和1938年大英帝国运动会游泳比赛，获得四枚金牌、一枚银牌和二枚铜牌。